# Hermbstaedtia gregoryi
Hermbstaedtia gregoryi är en amarantväxtart som beskrevs av Charles Baron Clarke. Hermbstaedtia gregoryi ingår i släktet Hermbstaedtia och familjen amarantväxter. Inga underarter finns listade i Catalogue of Life.